# Ipsicratea
Ipsicratea (I secolo a.C. – I secolo a.C.) fu una regina pontica, sesta e ultima moglie di Mitridate VI del Ponto.

## Biografia
Delle origini familiari di Ipsicratea nulla è noto. Dalla sua onomastica, alcuni hanno suggerito provenisse al Ponto dal Regno del Bosforo Cimmerio.
Ipsicratea figura nelle fonti storiche antiche per lo più riguardo agli anni finali di regno di suo marito Mitridate, che combatté per decenni i romani. In particolare, durante la battaglia di Nicopoli al Lico (66 a.C.) combattuta contro le forze di Gneo Pompeo, Mitridate e Ipsicratea comandarono una carica della cavalleria pontica contro i romani. Dopo che la cavalleria finì separata dal resto dell'esercito e lo scontro si concluse in una disfatta per i pontici, Mitridate si ritirò lungo la costa del Mar Nero, senza che Ipsicratea abbandonasse mai il suo fianco, fino a Sinora, dove si radunarono altri soldati pontici scampati a Nicopoli. Dopo ciò, le fonti non menzionano più Ipsicratea.
Secondo Ipsicratea il suo regno si trovava ovunque fosse il marito, che seguì in battaglia combattendo al suo fianco con l'arco, la spada, la lancia e l'ascia. Anche dopo la sconfitta per mano di Pompeo, Ipsicratea fu una delle tre persone a rimanere fedeli a Mitridate.
Giovanni Boccaccio la ricorda nel suo De mulieribus claris come esempio di devozione nei confronti del marito, dato che Ipsicratea era talmente innamorata del marito da apprendere le arti militari, vestirsi da uomo e seguirlo in battaglia e in esilio.